# 1844 en musique
| \| • Retour à la chronologie générale de la musique populaire • \| |
| XXIe siècle • XXe siècle • XIXe siècle • XVIIIe siècle XVIIe siècle • XVIe siècle • XVe siècle • XIVe siècle XIIIe siècle • XIIe siècle • XIe siècle • Xe siècle IXe siècle • VIIIe siècle • Haut Moyen Âge • Rome • Grèce |
| • Retour à la chronologie générale de la musique populaire • |

| • Retour à la chronologie générale de la musique populaire • |

| Années de la musique populaire : 1841 - 1842 - 1843 - 1844 - 1845 - 1846 - 1847    |
| Décennies de la musique populaire : 1810 - 1820 - 1830 - 1840 - 1850 - 1860 - 1870 |

## Événements et œuvres
- janvier - février : le poète slovaque Janko Matuška écrit la chanson Nad Tatrou sa blýska sur un air folklorique populaire ; elle deviendra l'hymne national de la Slovaquie.
- 8 février : Charles Wheatstone dépose un brevet pour le concertina dit anglais (English concertina).
- The Sacred Harp, publié par Benjamin Franklin White et Elisha J. King, le plus important des livres de chant en notation dite à shape notes pour Sacred Harp aux États-Unis, comprenant plus de 250 chants, toujours en usage au début du XXIe siècle, en plusieurs versions.
- Joseph Mattau invente le mattauphone, instrument de musique constitué de verres à pied accordés de manière à produire des sons par frottement de la main ou des doigts mouillés.

## Naissances

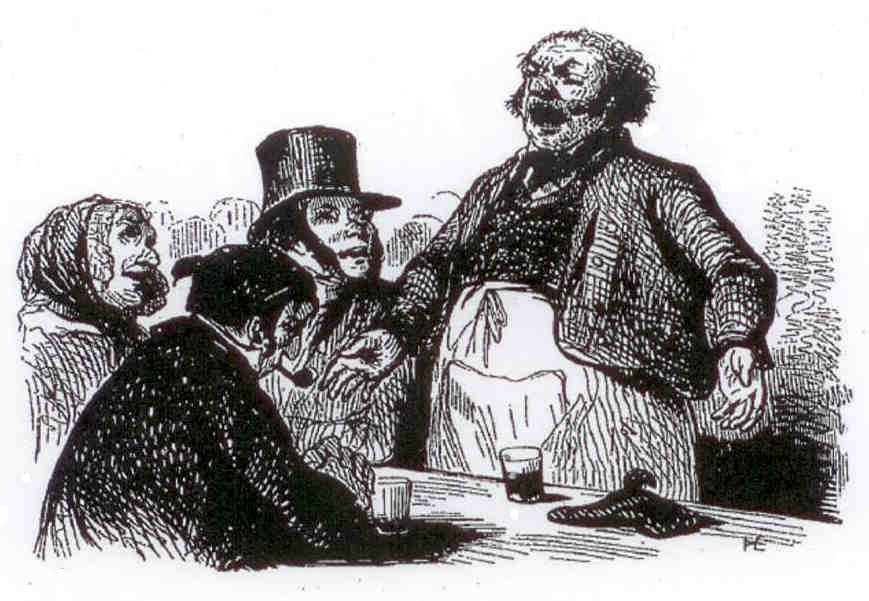
Honoré Daumier, Goguettiers, gravure, 1844.

- 16 avril : Paul Paillette, poète et chansonnier français montmartrois anarchiste, mort en 1920.
- 30 mai : Félix Arnaudin, poète, photographe et folkloriste français, collecteur de contes et chants des Landes de Gascogne († 6 décembre 1921).
- 26 octobre : Edward Harrigan, metteur en scène et compositeur américain de comédies musicales († 6 juin 1911).

## Décès
- 5 août : Joseph Mattau, chanteur, musicien et danseur belge inventeur du mattauphone, né en 1788.